# Tessarotis rubrata
Tessarotis rubrata är en fjärilsart som beskrevs av W. Warren 1903. Tessarotis rubrata ingår i släktet Tessarotis och familjen mätare. Inga underarter finns listade i Catalogue of Life.